# USS 청훈
USS 청훈 (DDG-93)은 미국 해군의 알레이버크급 이지스 구축함이다.

## 역사
고든 청훈 제독은 1910년 하와이에서 태어난 중국계 미국인이다. 한국 언론에서는 한국계 미국인이라고 보도되었다. 1944년 2차대전에서 2천톤급 USS 시그즈비 (DD-502) 구축함 함장으로 활약하여 해군 십자장과 은성훈장을 받았다. Gordon Paiʻea Chung-Hoon, Gordon P. Chung-Hoon이라는 영어 이름은 고든 배정훈을 영어로 표기한 것으로 추정된다. 해군 소장으로 전역했다.
2016년 3월 1일, USS 존 C. 스테니스 (CVN-74) 항공모함이 남중국해에 도착했다. 순양함 모바빌 베이 호와 구축함 스톡데일 호, 청훈 호 등을 대동했다.
2016년 3월 13일, 한미연합훈련을 위해 부산 남구 해군작전사령부 부산작전기지 부두에 미국의 핵추진 항공모함 USS 존 C. 스테니스 (CVN-74)를 비롯해 항모강습단 소속 이지스구축함인 스톡데일함(DDG 106·9200t급)과 정훈함(DDG 93·9200t급)이 입항했다.